# Hermandad de la Crucifixión (Málaga)
La Cofradía de Crucifixión, cuya denominación oficial y completa es Fervorosa Hermandad de culto y procesión del Santísimo Cristo de la Crucifixión y María Santísima del Mayor Dolor en su Soledad, es una cofradía malagueña, miembro de la Agrupación de Cofradías, que participa en la Semana Santa de Málaga.

## Historia
Un grupo encabezado por Antonia Hernández fundó la hermandad en 1980 en la barriada Victoria Eugenia. La organización de la cofradía contó desde sus orígenes con un marcado sentido asistencial, creándose un dispensario en la calle Covadonga, lugar donde se prestó ayuda médica y farmacéutica. Esta labor fue apoyada por el Padre Jabato, siendo su primer director espiritual. A finales de 1985, se trasladó a la parroquia del Buen Pastor, donde fue acogida por el Padre Cacho. La primera salida procesional se realizó el Viernes de Dolores de 1986 y en 1991 inició la salida desde el Colegio de los Maristas, dado el hermanamiento con la Asociación de Alumnos Maristas. Los estatutos se aprobaron por el obispado en 1987, ingresando en 1992 en la Agrupación de Cofradías. La primera salida de la hermandad por el recorrido oficial se llevó a cabo el Lunes Santo de 1993.

## Imágenes
- El Santísimo Cristo de la Crucifixión es obra de José Manuel Bonilla Cornejo (1993).
- María Santísima del Mayor Dolor en su soledad es obra de Antonio Dubé de Luque (1988).

## Tronos
- El trono del Cristo es de estilo neobarroco obra de Manuel Toledano Vega.
- El trono de la Virgen es obra de Orfebrería Orovio de la Torre, barras de palio de Santos Campanario, jarras de Kiernan y palio elaborado por Josefa Ramos, de terciopelo morado liso.

## Marchas dedicadas
Banda de Música
- Soledad de Crucifixión, Rafael Hernández Moreno (s/f)
- Dolorosa de la Cruz Verde, Germán San Antonio Vega (s/f)
- Crucifixión, Manuel Bonilla Casado (1998)
- Reina y Señora de Carrión, Daniel Bautista Mayo (2009)
- Aurora, Ángel y Juan Luís Leal Gallardo (2011)
- En tu Soledad, José Luis Pérez Zambrana (2014)
- Lacrimas et Matrem, Juan José Castellano Rodríguez (2014)
- Tras tu Manto, Virgen del Mayor Dolor, Germán San Antonio Vega (2016)
- Mayor Dolor en su Soledad, José Ramón Valiño Cabrerizo (2017)

Cornetas y Tambores:
- Cruz de Carrión, José Manuel Lechuga (2010)
- En ti fue concebido, José Manuel Lechuga (2010)
- Esa cuesta hacia tu crucifixión, Fernando Jiménez
- Plegaría de un Lunes Santo, Ignacio Fortís (2012)
- Tras la sombra de tu Cruz, José Bazalo y J. Manuel Álvarez (2012)
- Ante los ojos de Dios, Sergio Pastor (2015)

## Recorrido Oficial
| Predecesor: Prendimiento (Domingo de Ramos) | Orden de entrada en el Recorrido Oficial (Lunes Santo) 2.ler{{{2}}} lugar | Sucesor: Gitanos |